# Korczak (województwo podlaskie)
Korczak (dawn. Karczak) – kolonia położona w województwie podlaskim, w powiecie monieckim, w gminie Trzcianne.
W latach 1975–1998 miejscowość należała administracyjnie do województwa łomżyńskiego.